# Il balordo (miniserie televisiva)
Il balordo è una miniserie televisiva italiana del 1978 diretta da Pino Passalacqua. La miniserie è tratta dal romanzo omonimo di Piero Chiara.  È stata trasmessa nel 1978 da Rete 2.

## Trama
Durante il fascismo la seconda guerra mondiale, Anselmo Bordigoni, detto il Bordiga, è un omone tranquillo e un po' stralunato, di poche parole. Maestro elementare in una cittadina padana ai piedi delle Alpi,  musicista di banda di paese, viene inviato ingiustamente al confino nel meridione d'Italia per un equivoco generato sostanzialmente dalla sua indifferenza ai riti popolari del fascismo.
Verso la fine del conflitto torna verso casa mentre le truppe dell'esercito della Germania nazista sono in precipitosa fuga verso il nord, tallonate dalle forze dell'esercito alleato che stanno risalendo la penisola. Vittima di un incidente (rimane ferito dalle schegge di una bomba esplosa a poca distanza da lui durante una sosta nel trasferimento), Bordigoni riceve, come vittima dell'incidente, un attestato di benemerenza da parte dell'esercito USA.
Accolto al paese come un eroe, viene eletto, a guerra finita, sindaco. Come primo cittadino, alloggiando nella casa del custode comunale, governerà in maniera "balorda" (da cui il titolo), tenendo le sedute di giunta nella sala consiliare trasformata in stanza da letto, stando sdraiato su un ampio lettone, attorniato dagli assessori scelti fra le figure professionali più umili del paese.

## Produzione
La fiction televisiva - i cui esterni sono stati in gran parte girati a Oriolo Romano, in altra parte Orta San Giulio (sul lago d'Orta), ed in parte a Pallanza (sul lago Maggiore) - è tratta dal romanzo omonimo di Piero Chiara, adattato in sceneggiatura per il piccolo schermo da Lucia Drudy Demby e Paolo Morosi con la collaborazione di Stefano Delli Colli. È stata realizzata con la consulenza di Leo Benvenuti e Piero De Bernardi.
Il filo conduttore dello sceneggiato - che ha visto impegnato anche un giovane Teo Teocoli, nel ruolo di Luigi Persichetti detto "Ginetta", suonatore della banda musicale in cui suona il protagonista Anselmo Bordigoni detto "Bordiga" - è tenuto dalla voce fuori campo di un narratore, interpretato da Renzo Palmer.

## Personaggi e interpreti
- Iole Fierro
- Rita Di Lernia
- Rita Silva
- Ernesto Colli
- Mario Valgoi
- Livia Cerini
- Cristiano Censi
- Edmondo Sannazzaro
- Jacques Herlin
- Renato Paracchi
- Giuliano Aljata
- Francesco Carnelutti:
- Sergio Rossi
- Armando Marra
- Dino Curcio
- Maria Teresa Martino
- Donato Castellaneta
- Francesco Di Federico
- Tom Felleghy
- Franco Odoardi

## Distribuzione
La miniserie televisiva è stata trasmessa il venerdì sera in tre puntate, dal 9 al 23 giugno 1978.
Nel febbraio 2010 lo sceneggiato è stato riproposto da Rai Storia nella rubrica meridiana Rewind.